# Ericus Castovius
Ericus Castovius, född 1655 i Karlstorps socken i Småland, död 4 december 1703 i Uppsala, var en svensk professor i praktisk filosofi.
Ericus Castovius far, som var pastor vid Smålands kavalleriregemente, omkom i polska kriget innan sonen föddes och efterlämnade sin änka, Catharina Florenia i yttersta armod. Den unge Castovius undervisades av sin mor, varefter han vid tretton års ålder vandrade till Växjö och blev intagen i skolan där. Här livnärde han sig med det han kunde förtjäna genom att passa upp sina lyckligare lottade kamrater och det obetydliga han erhöll genom den så kallade sockengången. Under sina sockenvandringar blev han händelsevis känd av kyrkoherden Dryander i Alsheda, som beredde honom möjlighet att besöka Uppsala. Här antogs han till lärare för kungliga rådet greve Jacob Gyllenborgs båda söner och erövrade 1688 med stor utmärkelse lagerkransen. I en parentation fälld av professor Johan Upmarck står dock att de inte trodde att lagern hängde på Herkules stoder.
Men snart väntade honom nya problem. Han var påverkad av den cartesianska filosofin och hamnade i dispyter med de mera ortodoxa professorerna. Problem uppstod även gällande hans åsikter om statsrätten. I en akademisk disputation hade han råkat skriva "att vid lagstiftning erfordrades folkets bifall", samt förfäktade den naturrättsliga åsikten att människan var född jämlik. I Karl XI:s envåldstid väckte detta anstöt. Professor Henricus Schütz skyndade att inrapportera hans åsikter för kungen, som genast tillskrev kansleren ett strängt brev. Nu var framtidsutsikterna för Castovius åter förmörkade. Universitetet i Dorpat begärde honom dock två gånger till professor, men han hörsammade icke kallelsen. 1698 blev han akademisekreterare i Uppsala, och 1702 utnämndes han av Karl XII till moralprofessor i Uppsala. Utnämningen möttes med jubel av studenterna.
Han var försvagad av sina svåra umbäranden, men när han fick sin professur dristade han sig till att be om Alethea Elisabet Ehrenhjelms hand, och hon tackade ja. De sammanvigdes men han insjuknade två månader senare, enligt utlåtandet "af thalamus blef tumulus", vårdades av Olof Rudbeck d.y., men avled ett år efter att han tillträtt sin professur. Hans bror Gabriel Peter Castovius var likaså professor i Uppsala, och var gift med hans svägerska.